# Мартель, Кристиан
Кристиа́н Марте́ль (фр. Christiane Martel; род. 18 января 1932, Париж) — французская киноактриса, победительница конкурса «Мисс Вселенная 1953». Имя при роджении — Кристиан Марьяни.

## Биография
В 1953 году выиграла конкурс Мисс Вселенная 1953, на котором представляла Францию. Тем не менее, она не была «официальной» Мисс Франция.
Вскоре после победы в конкурсе Мартель начала успешную карьеру во французском кино, появивишись в таких фильмах, как «Yankee Pasha», «So This Is Paris», в Париже вышла в 1956 году версия «Corazón Salvaje» (где она играла злодейку Эйми), «Viva El Amor!», «Rosa Blanca» и её последний фильм на сегодняшний день, вышедший в 1961 году «Leoni al Sole».
Была замужем за Ронни Маренго, наследником владельца супермаркета, с которым она развелась в 1955 году. Позже вышла замуж за Мигеля Алемана Веласко, губернатора мексиканского штата Веракрус и сына Мигеля Алемана Вальдеса, бывшего президента Мексики. Она в настоящее время проживает в Мексике, в штате Веракрус. У них есть три дочери и один сын. Их сын Мигель Алеман Маньяни является совладельцем компании Televisa и владелец авиакомпании Interjet.
Появлялась на телевизионных конкурсах «Мисс Вселенная» в 1993 и 2007, которые были проведены в Мексике.

## Фильмография
- 1954 - «Rails End at Laramie» — США (другое название) Yankee Pasha (как Мисс Франция) девушка из гарема
- 1955 - So This Is Paris (как Кристиан Мартель)
- 1955 - Drop the Curtain «Abajo el telón»- оригинальное название
- 1956 - Corazón salvaje
- 1956 - Bataclán mexicano
- 1956 - Una lección de amor (как Кристиан Мартель)
- 1956 - Adam and Eve …. Ева
- 1957 - Cien muchachas
- 1958 - Viva el amor!  …. Патрисия Морлейн
- 1959 - I, Sinner «Yo pecador» — Мексика (оригинальное название)
- 1959 - La estampida
- 1959 - Little Savage — Наноа Рибауд
- 1959 - Señoritas
- 1959 - Tipi da spiaggia — Барбара Паттон
- 1960 - Poker de reinas
- 1960 - Howlers of the Dock «Urlatori alla sbarra» — Италия (оригинальное название)
- 1960 - Impatient Heart (as Christiane Martell) Consueloaka «Impaciencia del corazón» — Мексика (оригинальное название)
- 1960 - Lost Souls  — Yvonne "Infierno de almas" — Мексика (оригинальное название)
- 1960 - San Remo: The Big Challenge «San Remo, la grande sfida» — Италия (оригинальное название)
- 1961 - The Guns of Juana Gallo «Juana Gallo» — Мексика (оригинальное название)
- «Wild Stampede» — USA (TV title)
- 1961 - El padre Pistolas (как Кристиан Мартель)
- 1961 - Mexican Eyes aka «Ojos tapatios» — Мексика (оригинальное название)
- 1961 - Rosa blanca (как Кристиан Мартель)
- 1961 - Leoni al sole
- 1962 - Tharus figlio di Attila (как Кристиан Мартель)
- «Colussus and the Huns» — США (TV title)